# Реакція Паусона — Ханда
Реакція Паусона — Ханда (англ. Pauson — Khand reaction) — утворення циклопентанонів при взаємодії з етиленами ацетиленового комплексу з Со2(СО)6 (утворюється дією на похідне ацетилену Со2(СО)8). Реакція може відбуватися як міжмолекулярно, так і внутрішньомолекулярно.